# タージ急行
タージ急行（タージきゅうこう、英語：Taj Express）は、インドにおいてインド鉄道により運行されている急行列車で、首都のデリーと、タージ・マハルやアーグラー城塞などの世界遺産を擁するアーグラーを通り、その先のジャーンシーまでを結んでいる。
1964年にニューデリー駅とアーグラー・カントンメント駅の間で運行を開始し、デカン・クイーン急行を利用した当時の所要時間を3時間程度短縮した。首都と観光地を結んでいることから、外国人観光客の利用が非常に多く人気が高い。現在は、同じ区間をより遠くまで速く結んでいるボーパール・シャターブディー急行と並走している。

## 歴史
- 1964年、ニューデリー駅とアーグラー・カントンメント駅の間で運行を開始。蒸気機関（WP7003）を用い、最高速度105km/hだった。
- 1982年、蒸気機関の使用を停止し、ディーゼルエンジン（WDM-2）の使用を開始。
- 1985年、鉄道相マーダヴ・ラーオ・シンディアにより運行区間が延長されて、終着駅がグワーリヤルとなる。
- 1986年、全区間が電化される。
- 2006年、運行区間が延長されて、終着駅がジャーンシーとなる。

## 運行表
| 駅名                                                                         | 路線距離 | 2279 （下り） | 2280 （上り） | 所在地                   | 所在地 |
| ---------------------------------------------------------------------------- | -------- | ------------- | ------------- | ------------------------ | ------ |
| ハズラト・ニザームッディーン駅 (حضرت نظام الدین, हज़रत निज़ामुद्दीन, H. Nizamuddin) | --       | ↓07:15 発     | ↑22:05 着     | デリー首都圏             |        |
| ファリーダーバード駅 (फरीदाबाद, Faridabad)                                      | 21km     | 07:35         | 21:32         | ハリヤーナー州           |        |
| マトゥラー駅 (मथुरा, Mathura)                                                  | 135km    | 09:08 09:11   | 19:50 19:55   | ウッタル・プラデーシュ州 |        |
| ラージャーキーマンディー駅 (राजा की मन्दी, Raja ki Mandi)                         | 185km    | 09:51         | 19:04         | ウッタル・プラデーシュ州 |        |
| アーグラー・カントンメント駅 (आग्रा कांटोंमेंट्, Agra Cantonment)                     | 189km    | 10:07 10:15   | 18:47 18:55   | ウッタル・プラデーシュ州 |        |
| ダウルプル駅 (धौलपुर, Dhaulpur)                                                | 241km    | 10:52         | 17:45         | ラージャスターン州       |        |
| グワーリヤル駅 (ग्वालियर, Gwalior)                                              | 307km    | 11:52 11:57   | 16:50 16:55   | マディヤ・プラデーシュ州 |        |
| ダティヤー駅 (दतिया, Datia)                                                    | 379km    | 13:00 13:02   | 15:42 15:44   | ウッタル・プラデーシュ州 |        |
| ジャーンスィー駅 (झाँसी, Jhansi)                                                | 404km    | ↓13:35 着     | ↑15:25 発     | ウッタル・プラデーシュ州 |        |